# Anomalia tarczy nerwu wzrokowego w kształcie kwiatu powoju
Anomalia tarczy w kształcie kwiatu powoju (ang. morning glory disc anomaly) – bardzo rzadka, zazwyczaj jednostronna wada wrodzona tarczy nerwu wzrokowego, stanowiąca rodzaj dysplazji garbiakopodobnej. Częściej spotykana jest u kobiet. Tarcza barwy różowej lub pomarańczowej jest powiększona i wraz z przylegającą siatkówką przesunięta do tyłu. Zagłębienie w tarczy wypełnia szarawa tkanka glejowa. Tarczę otacza wypukłe obramowanie białej lub kremowej barwy ze skupiskami barwnika na obwodzie. Na obwodzie tarczy wychodzą szprychowato naczynia siatkówki. Wadzie towarzyszy obniżenie ostrości wzroku do poziomu ≤ 0,1. U około 30% pacjentów występuje surowicze odwarstwienie siatkówki. Niekiedy współistnieją inne wady rozwojowe, np. ukryta przepuklina mózgowa, zespół Duane’a.